# Саргай, Марта
Марта Саргай Касадемонт (исп. Marta Xargay Casademont; род. 20 декабря 1990 года, Жирона, Каталония, Испания) — испанская профессиональная баскетболистка, выступавшая в женской национальной баскетбольной ассоциации в команде «Финикс Меркури». Играет в амплуа атакующего защитника.
В составе своей национальной сборной стала серебряным призёром Олимпийских игр 2016 года в Рио-де-Жанейро. Кроме того выиграла серебряные медали на чемпионате мира 2014 года в Турции и бронзовые медали на домашнем чемпионате мира 2018 года, а также стала победительницей чемпионата Европы 2013 года во Франции, чемпионата Европы 2017 года в Чехии и чемпионата Европы 2019 года в Сербии и Латвии, к тому же выиграла бронзовые медали чемпионата Европы 2015 года в Венгрии и Румынии.

## Ранние годы
Марта Саргай родилась 20 декабря 1990 года в Жироне (автономное сообщество Каталония).

## Личная жизнь
В мае 2021 года обручилась с американской баскетболисткой Брианной Стюарт. 9 августа 2021 года у пары родилась дочь, которую назвали Руби Мэй Стюарт Саграй, с помощью суррогатного материнства.